# Toyota Camry
La Toyota Camry è un'automobile costruita dalla casa automobilistica giapponese Toyota a partire dal 1982. Aggiornata nel corso degli anni, è giunta alla ottava serie nel 2012. È la berlina più venduta negli Stati Uniti d'America dal 1997 quando ha spodestato da quella particolare classifica la Ford Taurus.

## Il contesto
Il nome Camry è stato presentato per la prima volta dalla Toyota nel 1978 e si riferiva alla versione berlina 3 volumi della Toyota Celica; dal 1982 è diventata una serie autonoma da quella della progenitrice.

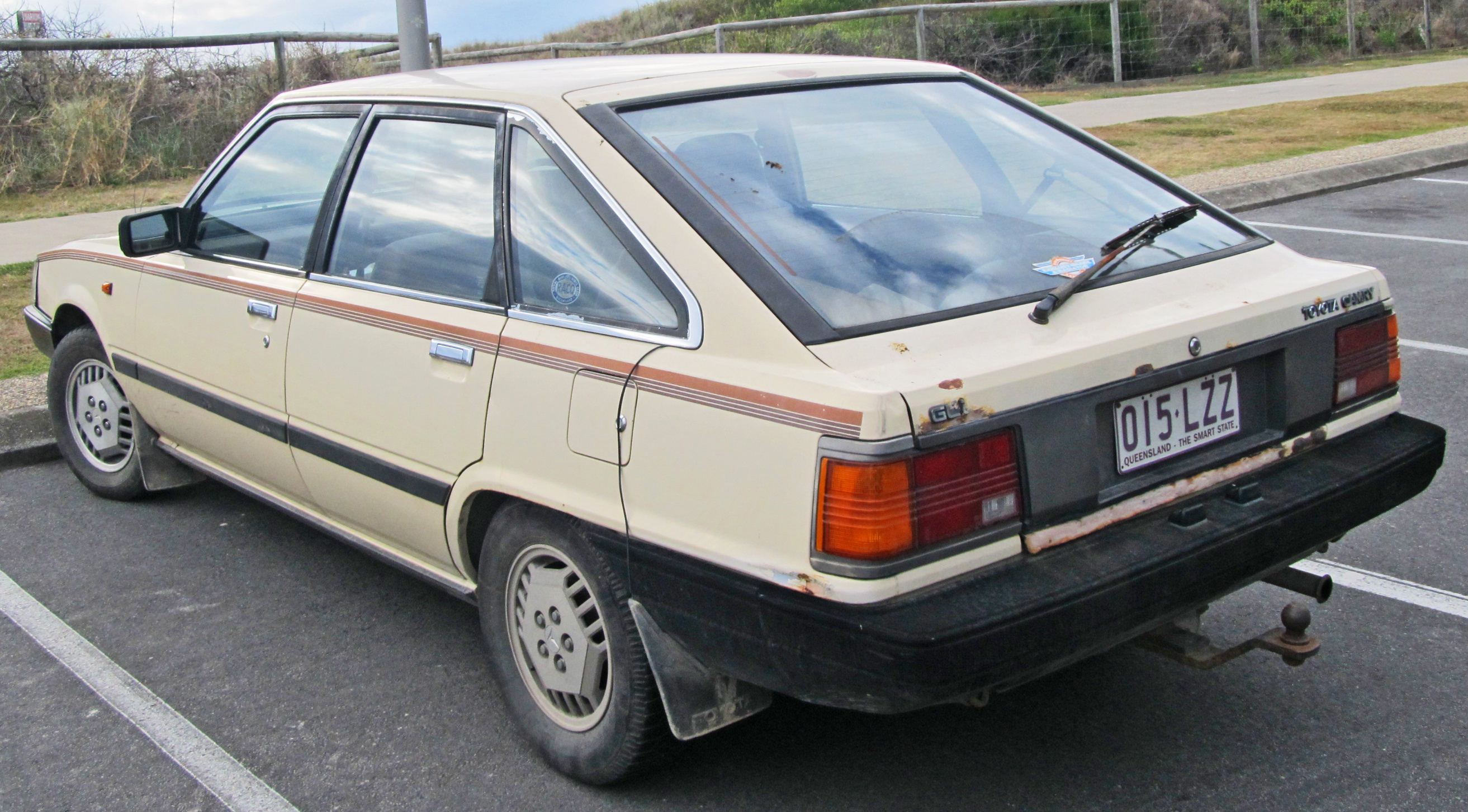
La versione a 5 porte

La prima serie, con denominazione progettuale di V10, ha preso avvio nel marzo del 1982 nell'impianto Toyota di Tsutsumi a Toyota (Aichi). La modifica principale rispetto alla Celica Camry è stata il passaggio dalla trazione posteriore a quella anteriore, sempre con il motore anteriore.
Era disponibile sia in versione berlina 3 volumi che in berlina 5 porte (hatchback) e con propulsori di cilindrata compresa tra i 1,8 e i 2,0 l, sia in versione a benzina che diesel. Dopo un restyling avvenuto nel 1984, la prima serie restò in produzione sino al 1986.
Dall'inizio del 1983 iniziò anche l'esportazione negli Stati Uniti d'America dove, fino al 1985 ne vennero venduti 128.000 esemplari.

## Terza serie: XV10 (1991-1996)
Toyota ha sostituito la compatta V20 Camry con la serie V30 solo per il mercato giapponese nel 1990. Tuttavia, i mercati internazionali come l'Australia e il Nord America hanno ricevuto una versione ampliata della V30, nota come serie XV10. Sebbene leggermente più grande del V20, il V30 doveva rispettare le normative sulle dimensioni giapponesi, che limitavano la larghezza dell'auto a 1.700 mm  e la lunghezza a 4.700 mm per un obbligo fiscale inferiore. In particolare negli Stati Uniti, questo modello più stretto è stato visto come compromesso, limitando così il suo potenziale di vendita.
La XV10, al suo livello più elementare, offriva un motore a quattro cilindri 5S-FE da 2,2 litri, rispetto ai 2,0 litri delle Camry V20 e V30. Questa unità produceva 97 kW (130 CV) di potenza e 197 Nm di coppia, sebbene le cifre esatte variassero leggermente a seconda del mercato. Incrementi di potenza e cilindrata sono stati ricevuti anche per il motore V6. L'unità 3VZ-FE da 3,0 litri era valutata a 138 kW (185 CV) e 264 Nm. Un nuovissimo 1MZ-FE V6 in alluminio ha debuttato nei modelli nordamericani dal 1993 per l'anno modello 1994, mentre altri mercati hanno mantenuto il 3VZ-FE V6. Potenza e coppia sono salite rispettivamente a 140 kW (190 CV) e 275 Nm.

## Quarta serie: XV20 (1996-2002)
Alla fine del 1991, lo sviluppo del XV20 iniziò dopo il lancio del XV10 nell'ambito del programma 415T. Il lavoro di progettazione è stato congelato all'inizio del 1994 e successivamente lanciato negli Stati Uniti nel settembre 1996 e in Giappone nel dicembre 1996. Ha continuato come berlina e station wagon (chiamata Camry Gracia in Giappone), sebbene il vagone non sia stato venduto negli Stati Uniti. Questa è stata la prima generazione in cui è stata venduta in Giappone come Daihatsu Altis, in sostituzione della Daihatsu Applause.

## Quinta serie: XV30 (2001-2006)
Fino all'anno modello 2003, la Camry Solara è rimasta sul telaio della serie XV20 e ha ricevuto solo piccoli aggiornamenti stilistici alle estremità anteriore e posteriore. Tuttavia, la Solara ha ricevuto lo stesso motore 2AZ-FE I4 da 2,4 litri disponibile sulla berlina Camry. Gli Stati Uniti hanno ricevuto tre opzioni di motore, un quattro cilindri in linea da 2,4 litri da 115 kW (154 CV), un V6 da 3,0 litri da 142 kW (190 CV) e una versione da 3,3 litri da 157 kW (210 CV) dello stesso. Il 3,3 litri era disponibile solo per il modello "SE" più sportivo di Camry.

## Sesta serie: XV40 (2006-2011)

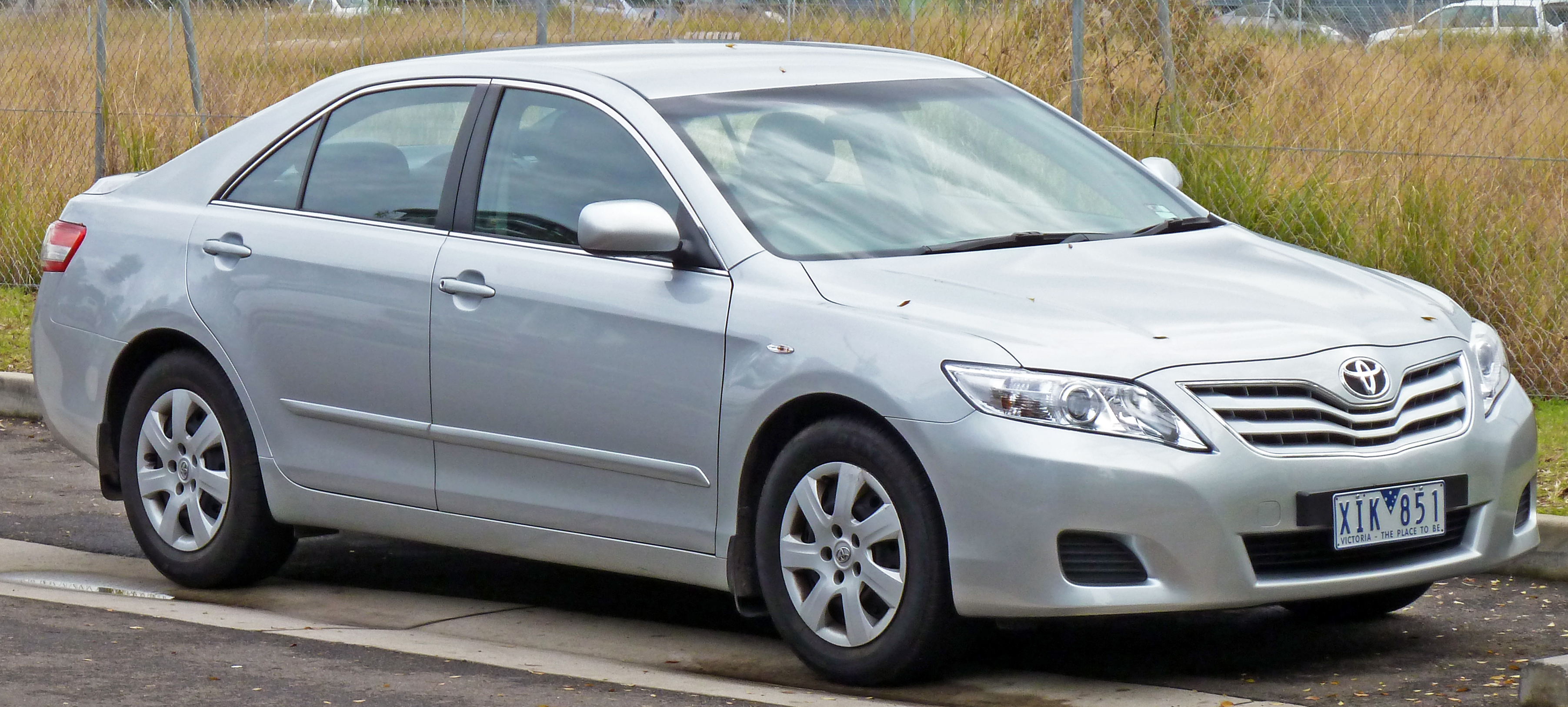
Toyota Camry (6 generazione)

La XV40 Camry è stata presentata al North American International Auto Show del 2006 insieme a una versione ibrida ed è stata messa in vendita nel marzo 2006 per l'anno modello 2007. 
La Camry è stata rinnovata all'inizio del 2009 per l'anno modello 2010 con un cruscotto ridisegnato, luci posteriori e un nuovissimo motore a quattro cilindri 2AR-FE da 2,5 litri con un nuovo cambio automatico a sei velocità. Il motore da 2,5 litri produce 169 CV (126 kW) per i modelli base, LE, XLE e 179 CV (133 kW) per la SE. Anche i blocchi elettrici, il controllo della stabilità, il controllo della trazione e gli pneumatici (205–225 mm) sono stati resi standard per il 2010. Sul modello base era disponibile un cambio manuale a sei marce.

## Settima serie: XV50 (2011-2018)
La settima serie di Camry è stata presentata il 23 agosto 2011 e pochi giorni dopo viene presentata anche la versione da competizione alla Nascar Sprint Cup Series 2011 il 27 agosto 2011. In Giappone viene venduta dal 5 settembre 2011 e negli Stati Uniti alla fine dello stesso mese. L'interno ha ricevuto un importante restyling derivato dalla vecchia XV40, mentre l'esterno ha ricevuto lamierati inediti e uno stile più spigoloso. La gamma motori è composta dal 2,5 litri 2AR-FE 4 cilindri e 3,5 litri 2GR-FE V6. La potenza per la 2.5 2AR-FE è stata aumentata a 133 kW (178 CV) mentre la potenza per il V6 è rimasta invariata.
La XV50 è la prima Camry ad essere offerta negli Stati Uniti senza cambio manuale. Il cambio automatico a 6 marce inoltre solo sui modelli SE è dotato palette dietro al volante. Il cambio CVT è offerto su modelli ibridi. In Giappone, la nuova Camry è venduta presso la rete di concessionarie Toyota Corolla Store.

## Ottava serie: XV70 (dal 2017)

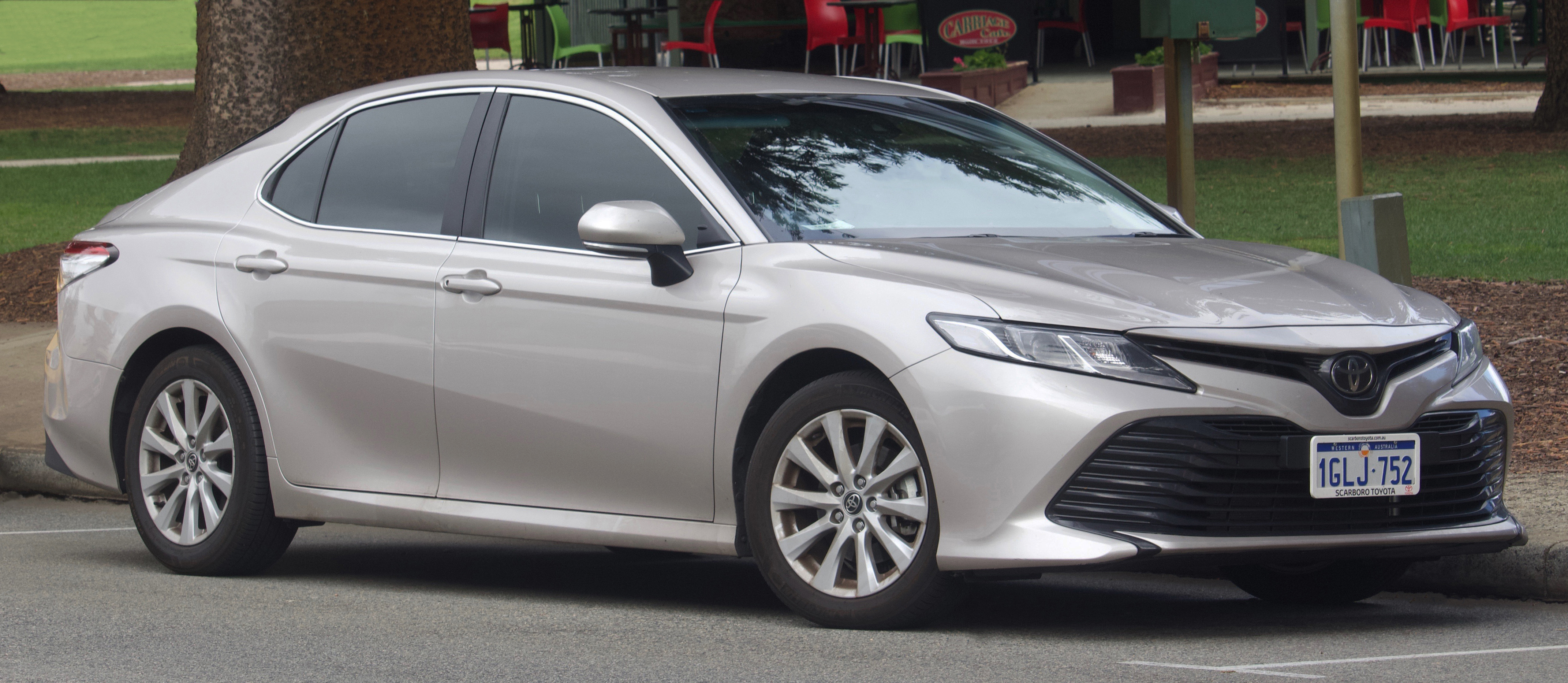
Toyota Camry (8 generazione)

Nel 2017 nasce la Camry XV70 che, oltre che nei mercati classici, è venduta per la prima volta in Europa, dove debutta nell'aprile 2019 per sostituire la Avensis. Le scelte del motore includono un quattro cilindri in linea base da 2,5 litri che ora produce 151 kW (203 CV) nella forma base 155 kW (208 CV) se equipaggiato con lo scarico quadruplo opzionale, lo stesso quattro cilindri in linea da 2,5 litri con un motore elettrico (ibrido) che produce 155 kW (208 CV), o il top di gamma V6 da 3,5 litri che produce 224 kW (301 CV).[148] In alcuni mercati il vecchio motore 2.5 L 2AR-FE viene ripreso dalla generazione precedente che produce 133 kW (178 CV).